# Terre des légendes
En Suède, dans la région du comté de Kronoberg, le programme Terre des légendes consiste à valoriser et promouvoir la pratique du conte traditionnel.
Ce programme s'inscrit dans un contexte de déclin de ce type de narration, dû à plusieurs facteurs comme la mondialisation et les nouvelles technologies, par exemple les réseaux sociaux. Vers la fin des années 1980, bibliothécaires et professeurs prennent l'initiative d'organiser un festival pour trouver des solutions. En novembre 1990, l'Association, réseau des conteurs de Kronoberg, est lancée. Elle met en place le programme Terre des légendes. Ses mesures sont un festival, un camp destiné aux adolescents, des activités à valeur éducative et thérapeutique, ainsi que des cours pour futurs professeurs, autour du conte.
Ce programme en inspire d'autres dans d'autres pays. Il valorise le conte en tant qu'art vivant.
En 2018, l'UNESCO inscrit cet ensemble d'initiatives sur le registre de bonnes pratiques de sauvegarde.